# Hlibne, Djankoi
Hlibne (în ucraineană Хлібне) este un sat în comuna Tabacine din raionul Djankoi, Republica Autonomă Crimeea, Ucraina.

## Demografie
Componența lingvistică a localității Hlibne
     Rusă (64,89%)
     Tătară crimeeană (31,91%)
     Ucraineană (3,19%)
Conform recensământului din 2001, majoritatea populației localității Hlibne era vorbitoare de rusă (64,89%), existând în minoritate și vorbitori de tătară crimeeană (31,91%) și ucraineană (3,19%).